# Zahme Gera
Die Zahme Gera ist ein 19 Kilometer langer Fluss im Ilm-Kreis in Thüringen. Sie ist der rechte der beiden Quellflüsse der Gera.

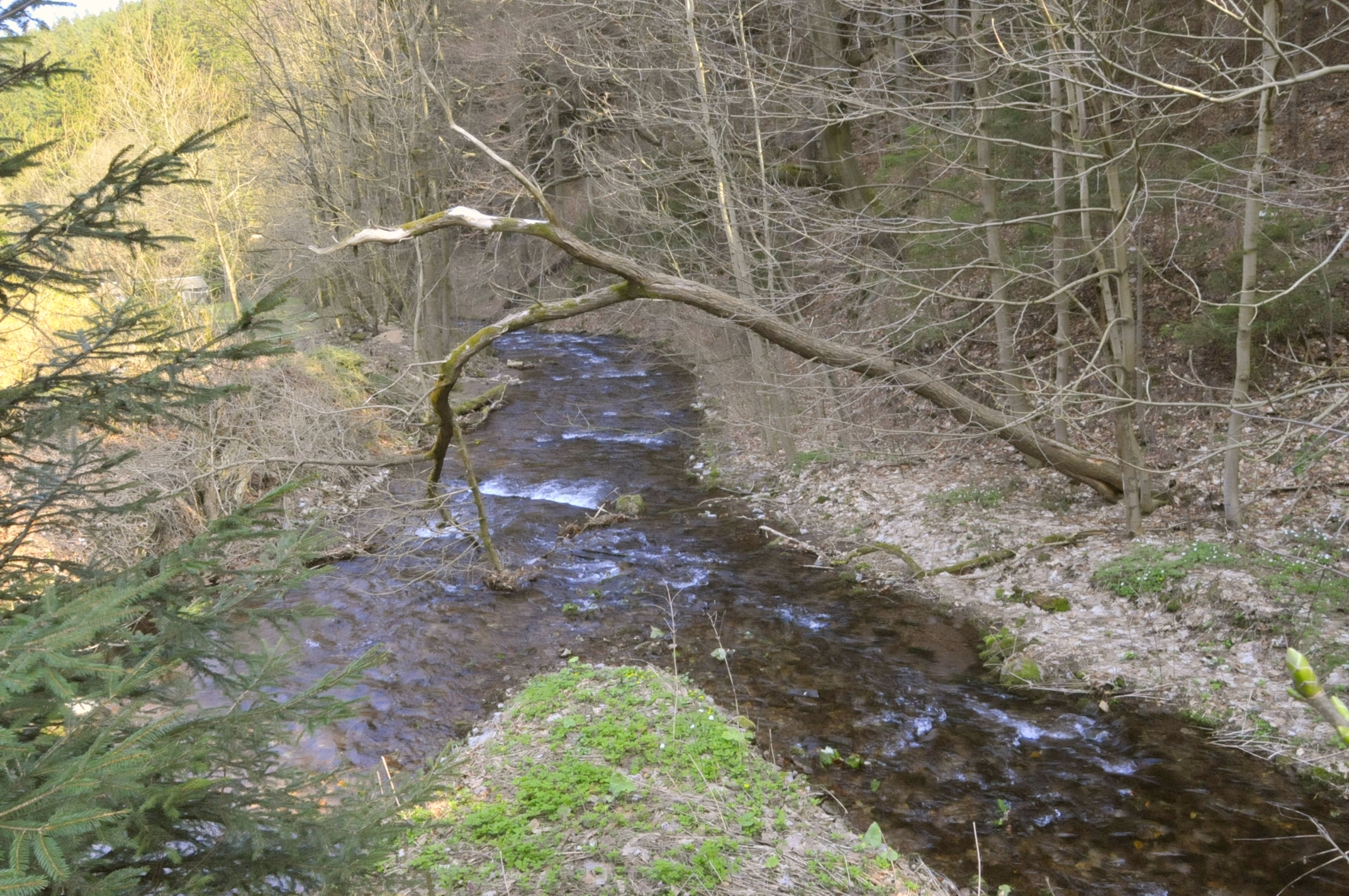
Mündung der Jüchnitz (re.) in die Zahme Gera

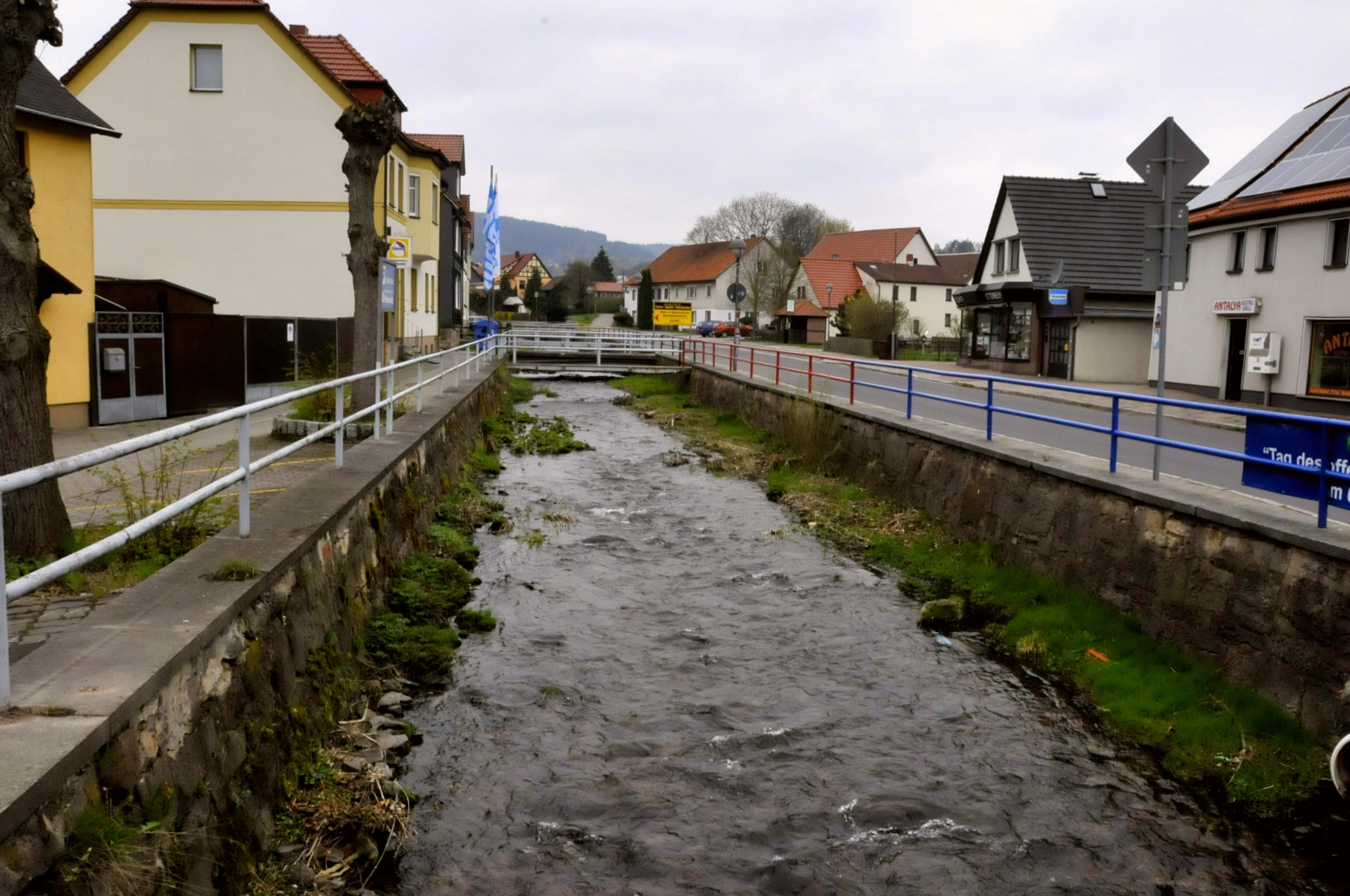
Zahme Gera in Geraberg (Untere Ohrdrufer Straße)

## Verlauf

### Quellgebiet
Die Zahme Gera entspringt im mittleren Thüringer Wald zwischen Ilmenau und Suhl nahe der Schmücke am Rennsteig. Das Quellgebiet liegt auf der Nordseite des Berges Sachsenstein, am Forstort „Kerbhölzerbrunnen“, an der „Alten Landstraße“, auch „Suhler Straße“ genannt. Das Quellwasser durchfließt den „Aschbachsgraben“ und vereinigt sich beim „Hungertalsteich“ mit den zufließenden Quellbächen des „Löffeltales“ und des „Hungertales“. Die Zahme Gera besitzt diesen Namen ab dem „Hungertalsteich“. Der heute durchbrochene Erddamm wurde einst für den Bedarf eines Pochwerkes oder einer „Wasserkunst“ im Zusammenhang mit dem regionalen Altbergbau aufgeschüttet. Die Zahme Gera umfließt anschließend den westlich gelegenen, 772 Meter hohen Gabelbachskopf. Der landschaftlich beeindruckende Taleinschnitt besitzt eine Tiefe von über 100 Metern. Auf der westlich des Tales folgenden Hochfläche befindet sich das Dorf Gehlberg.

### Mittellauf
An der Zahmen Gera unterhalb Gehlbergs befindet sich das Mundloch des etwa zehn Kilometer langen Gerastollens. Dieses Bauwerk gehört zum Projekt Ohra-Talsperre und leitet einen Teil des Flusswassers in die Talsperre ab. Es folgt ein etwa sechs Kilometer langer, bewaldeter Talabschnitt bis zur Braunsteinmühle, heute ein technisches Denkmal im Ortsteil Arlesberg von Geratal. Diese Mühle wurde 1855 gegründet und zerkleinerte gefördertes Manganerz (Braunstein). Sie befindet sich unmittelbar an der Einmündung der fünf Kilometer langen Jüchnitz. Arlesberg gehört seit 1923 zu Geraberg. Hier endet das klammartige Waldtal und markiert zugleich den Austritt aus dem Thüringer Wald. Der folgende Ortskern von Geraberg trug noch bis 1922 den Namen Gera. In Geraberg abzweigende Mühlgräben dienten für den Betrieb von Hammerwerken und später überwiegend zum Antrieb einiger Sägemühlen. In Geraberg mündet von rechts der etwa drei Kilometer lange Körnbach (im Dialekt Kermich genannt) in die Zahme Gera ein.

### Talbrücke Zahme Gera

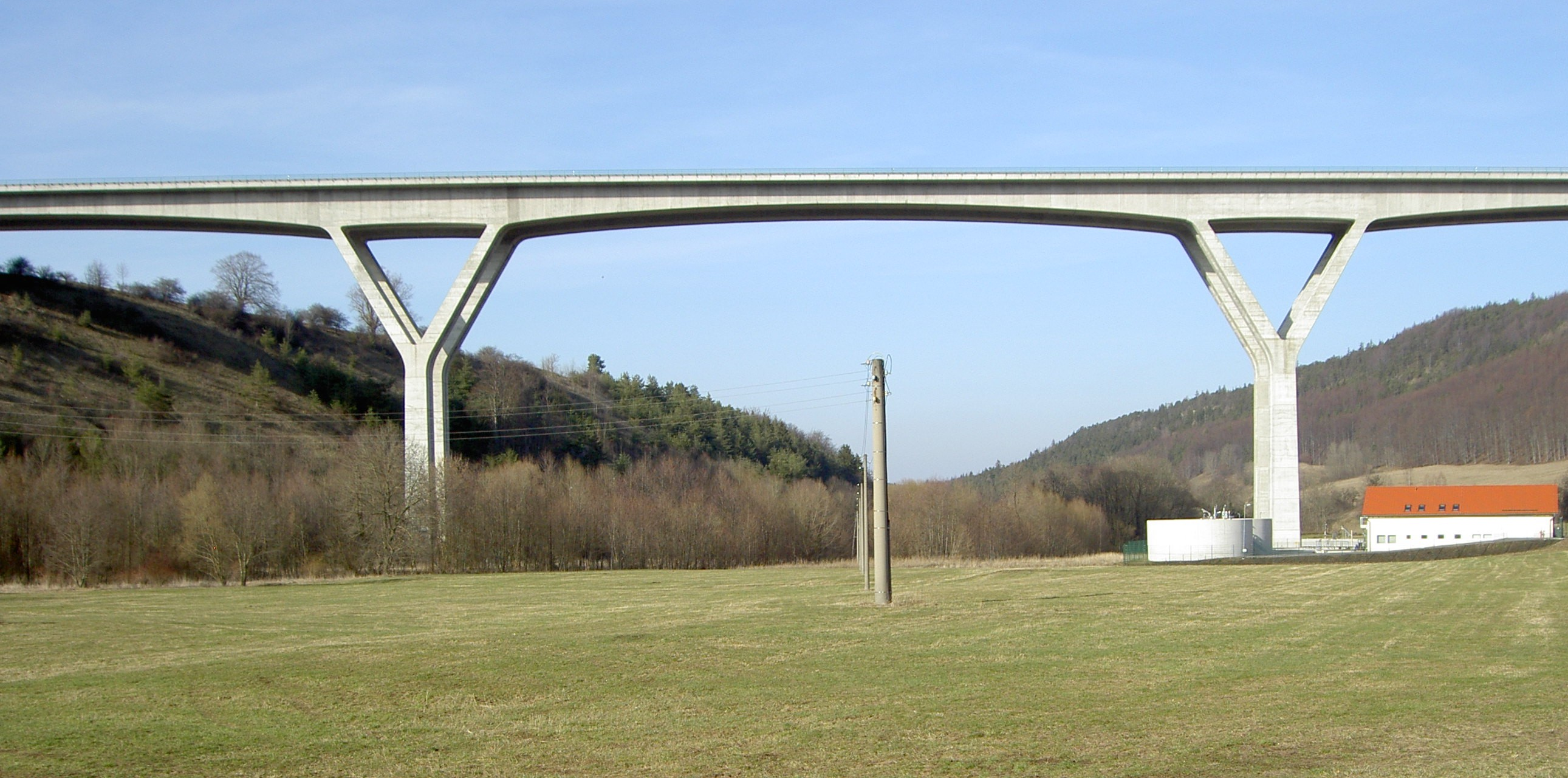
Die Talbrücke der A71 über die Zahme Gera

Am nördlichen Ortsrand von Geraberg folgt die imposante Talbrücke Zahme Gera der A 71. Sie ist 520 Meter lang und 63 Meter hoch. Unterhalb der Kammerlöcher wurde an einer Engstelle zwischen dem „Bringeberg“ und dem Berg „Weißer Stein“ zum Hochwasserschutz erbautes Rückhaltebecken angelegt, das im Bedarfsfall 351.000 m³ Wasser der Zahmen Gera aufnehmen kann. Daneben befindet sich der Weiher „Fronteich“, sein Überlauf mündet von rechts in die zahme Gera. Nach etwa 900 m mündet unterhalb von links der etwa sechs Kilometer lange Wirrbach in die Zahme Gera ein.

### Unterlauf

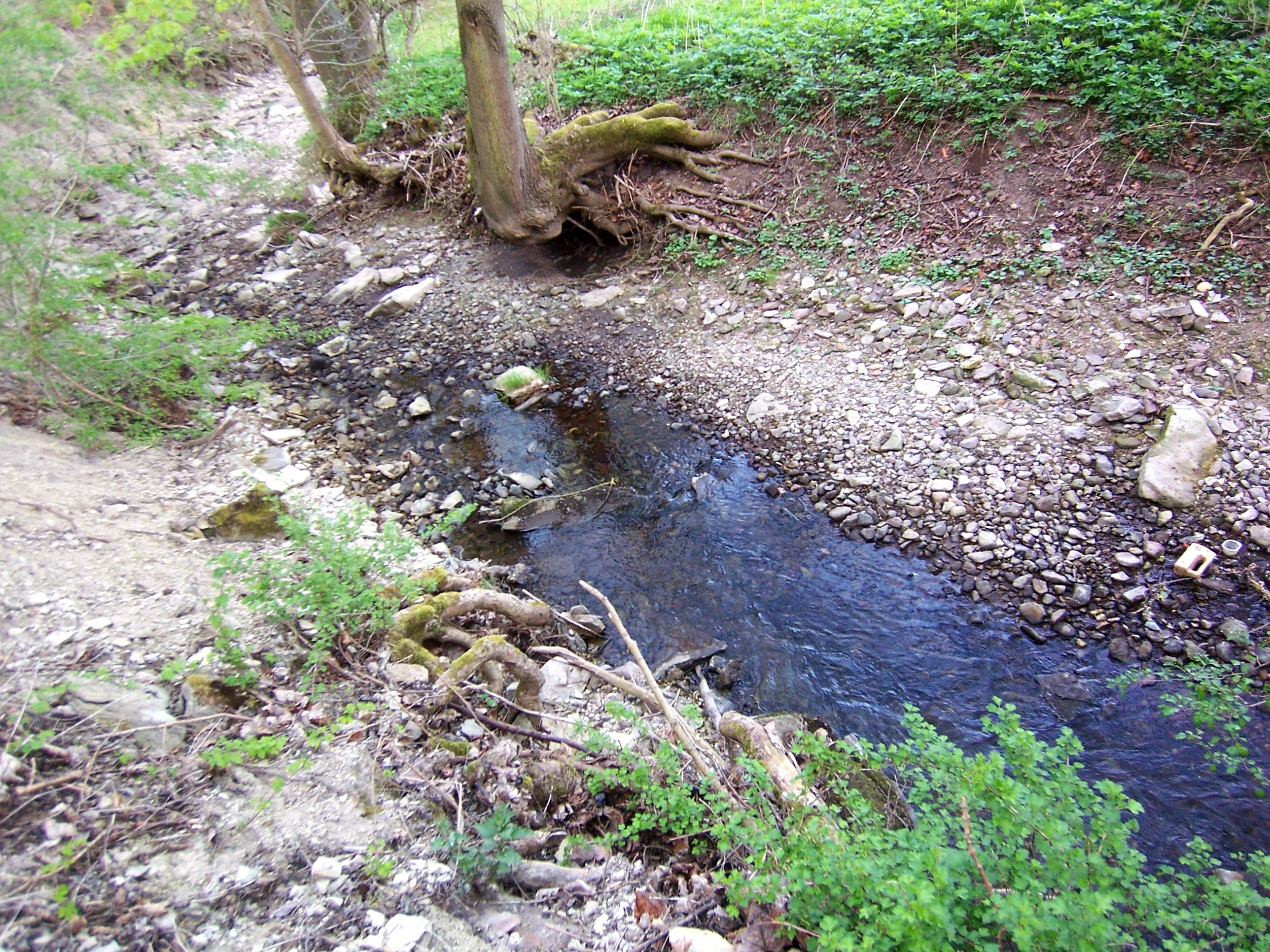
Versickerung der Zahmen Gera östlich Rippersroda (23. April 2014)

Hier ändert sie auch ihre Fließrichtung von Nord auf Nordost. Es folgt der Ort Angelroda, wo das Tal von einem 1879 erbauten, 23 Meter hohen, 100 Meter langen Eisenbahnviadukt der Bahnstrecke Plaue–Themar überspannt wird. Hinter Angelroda beginnt der Plauesche Grund, ein Talabschnitt der Gera, der sich bis vor die Tore Arnstadts erstreckt. Die Zahme Gera schlängelt sich nun noch etwa vier Kilometer durch ihr breites Wiesental, wobei sie noch den von rechts einmündenden, zehn Kilometer langen Reichenbach aufnimmt, bevor sie sich in Plaue mit der von links kommenden Wilden Gera zur Gera vereinigt.
In trockenen Zeiten versickert die Zahme Gera östlich von Rippersroda vollständig im Karstuntergrund, um dann im Spring von Plaue etwas jenseits des Wilde-Gera-Laufs wieder ans Tageslicht zu gelangen.

## Geschichte
Für die Zahme Gera gab es in früherer Zeit verschiedene Namen. Von 1503 bis 1642 waren dies: Windische Gera, die alte Gera, die wendische Gera, Alte Gera. Um 1590 ging der Name Windische Gera von der Zahmen Gera zur Wilden Gera über. Die Auffassung über den Ursprung der Zahmen Gera wechselte im 17. Jahrhundert. Man sah diesen fortan in der Quelle Kerbhölzerbrunnen an der Alten Landstraße, ca. 450 m nördlich vom Hochpunkt des Sachsensteines. Bis ins 20. Jahrhundert zählte man insgesamt 14 Mühlenstandorte an der Zahmen Gera vom Quellgebiet bis unterhalb von Geraberg. Die Zahme Gera gilt auch als ein unberechenbarer Gebirgsfluss. Hiervon zeugt das große Hochwasser vom 9. und 10. August 1981, bei dem in Geraberg eine Frau ertrank. Als Hochwasserschutzmaßnahme wurde 2010 oberhalb von Angelroda ein Hochwasser-Rückhaltebecken fertiggestellt.

## Verkehr
Das Tal der Zahmen Gera hat für den Verkehr nur untergeordnete Bedeutung. Zwischen Gehlberg und Arlesberg gibt es einen Forstweg entlang des Flusses und zwischen Arlesberg und Angelroda eine Kreisstraße. Zwischen Angelroda und Plaue verläuft die Bahnstrecke Plaue–Themar entlang des Tals. Der Gera-Radweg begleitet die Zahme Gera ab der Jüchnitzmündung.

## Sonstiges
Nach der Zahmen Gera hat sich die 1992 gegründete Verwaltungsgemeinschaft Geratal mit Sitz in Geraberg benannt.